# Vidra, Ilfov
Vidra là một xã thuộc hạt Ilfov, România. Dân số thời điểm năm 2002 là 8232 người.